# Episodi di The New Scooby-Doo Mysteries
Lista degli episodi della seconda stagione di The All-New Scooby and Scrappy-Doo Show, intitolata The New Scooby-Doo Mysteries.
| N° | N° | Titolo episodio                                                  | Titolo originale                                  | Prima TV Originale |
| -- | -- | ---------------------------------------------------------------- | ------------------------------------------------- | ------------------ |
| 1  | 1  | Auguri da Scooby a bimbi e cani vicini e lontani (prima parte)   | Happy Birthday, Scooby-Doo (part one)             | 8 settembre 1984   |
| 1  | 2  | Auguri da Scooby a bimbi e cani vicini e lontani (seconda parte) | Happy Birthday, Scooby-Doo (part two)             | 8 settembre 1984   |
| 2  | 3  | Scoob-Scoop                                                      | Scooby's Peep-Hole Pandemonium                    | 15 settembre 1984  |
| 2  | 4  | Le mani di Doo-mani                                              | The Hand of Horror"                               | 15 settembre 1984  |
| 3  | 5  | Essere o non essere Scooby                                       | Scoo-Be or Not Scoo-Be?                           | 22 settembre 1984  |
| 3  | 6  | Orbo il greco                                                    | The Stoney Glare Stare"                           | 22 settembre 1984  |
| 4  | 7  | Scooby libera la Statua della Libertà                            | Mission: Un-Doo-Able                              | 29 settembre 1984  |
| 4  | 8  | I 4 cavalieri dell'api-calisse                                   | The Bee Team                                      | 29 settembre 1984  |
| 5  | 9  | Cane fantasma al Guglielmo Hotel                                 | Doom Service                                      | 6 ottobre 1984     |
| 5  | 10 | Io amo i tuoi tami                                               | A Code in the Nose"                               | 6 ottobre 1984     |
| 6  | 11 | Arrivederci al 7986 (prima parte)                                | Ghosts of the Ancient Astronauts (part one)       | 13 ottobre 1984    |
| 6  | 12 | Arrivederci al 7986 (seconda parte)                              | Ghosts of the Ancient Astronauts (part two)       | 13 ottobre 1984    |
| 7  | 13 | Roba da mattoni                                                  | The Night of the Living Toys                      | 20 ottobre 1984    |
| 7  | 14 | Chi mai sarà quel cane in frac?                                  | South Pole Vault                                  | 20 ottobre 1984    |
| 8  | 15 | Il pentimento dei mostri pentiti (prima parte)                   | A Halloween Hassle at Dracula's Castle (part one) | 27 ottobre 1984    |
| 8  | 16 | Il pentimento dei mostri pentiti (seconda parte)                 | A Halloween Hassle at Dracula's Castle (part two) | 27 ottobre 1984    |
| 9  | 17 | Di tutti i colori alla Casa Bianca (prima parte)                 | A Night Louse at the White House (part one)       | 3 novembre 1984    |
| 9  | 18 | Di tutti i colori alla Casa Bianca (seconda parte)               | A Night Louse at the White House (part two)       | 3 novembre 1984    |
| 10 | 19 | Ah, l'amore                                                      | Showboat Scooby                                   | 10 novembre 1984   |
| 10 | 20 | A Las Vegas con tanti can cantanti                               | The 'Dooby Dooby Doo' Ado                         | 10 novembre 1984   |
| 11 | 21 | Scooby Sherlock Holmes Doo (prima parte)                         | Sherlock Doo (part one)                           | 17 novembre 1984   |
| 11 | 22 | Scooby Sherlock Holmes Doo (seconda parte)                       | Sherlock Doo (part two)                           | 17 novembre 1984   |
| 12 | 23 | Cartoni troppo animati                                           | A Scarey Duel with a Cartoon Ghoul                | 24 novembre 1984   |
| 12 | 24 | Il mistero è il mio mestiere                                     | E*I*E*I*O                                         | 24 novembre 1984   |
| 13 | 25 | Mamma Natale (prima parte)                                       | The Nutcracker Scoob (part one)                   | 2 dicembre 1984    |
| 13 | 26 | Mamma Natale (seconda parte)                                     | The Nutcracker Scoob (part two)                   | 2 dicembre 1984    |

## Auguri da Scooby a bimbi e cani vicini e lontani
Daphne, Shaggy, Scooby e Shaggy sono nella Mystery Machine quando vengono chiamati ad investigare ad uno studio televisivo. Scooby, nel frattempo, è emozionato per il suo compleanno anche se gli altri sembrano non essersi ricordati della data speciale, così inizia a dargli degli indizi ma viene ignorato. Una volta arrivati allo studio per scovare il demonio volante, Scooby viene spinto da Daphne in una stanza buia. Una volta accese le luci, gli altri lo sorprendono con una festa di compleanno a sorpresa. Infatti, Daphne si sarebbe, in realtà, inventata la storia del demonio per convincerlo ad andare allo studio. Il presentatore dello show, inoltre, regala a Scooby un programma speciale basato sulla sua vita. Tra i segmenti dello show, Scooby riceve degli invitati speciali, ovvero Velma e Fred, vecchi compagni di squadra. Purtroppo però, pare che un vero fantasma voglia sabotare lo show provando a far cadere delle luci di scena su Scooby. Daphne e Scrappy corrono a cercare indizi, trovando due viti rosse e un cacciavite sulla scena del crimine. Intanto Fred, avendo intrapreso la strada di scrittore di misteri, propone a Scooby di spolverare un vecchio caso risolto. Secondo la storia, la gang andò ad investigare il mistero del diamante Ultima Speranza, che, quando acquistato dalla signora Orietta Cassfort, sprigionò la maledizione del demone Teschio Rosso il quale si rivelò essere Fidelius, il maggiordomo della signora. Mentre le immagini del mistero appaiono nel programma TV, Fred sembra scomparire proprio quando la signora Cassfort viene chiamata in studio a ringraziare e fare gli auguri a Scooby. E proprio da una delle televisioni, sbuca il fantasma del Teschio Rosso, il quale ruba il diamante e scappa. Nel frattempo, Fred torna sulla scena del crimine ma senza il suo foulard e il regista si insospettisce puntandogli il dito contro. Daphne propone di non scaldarsi e di cercare indizi. Velma, Daphne e Scrappy si mettono a gattonare nel sistema degli sfiatatoi per poi cadere in una stanza. Qui, Scrappy trova il foulard di Fred, il quale li aiuta ad uscire dalla stanza ma scappa subito dopo per andare a recuperare la sua valigetta in bagno. Anche Scrappy, quindi, si trova a insospettirsi di lui. Intanto, lo spettacolo di Scooby va avanti pere essere interrotto nuovamente dal Teschio Rosso. Un investigatore privato arriva alla stazione televisiva per aiutare i ragazzi. Dopodiché, Scrappy rincorre quello lui crede sia il Teschio Rosso e finisce invece per acchiappare Fred, il quale ha ritrovato la sua valigetta. Purtroppo per lui, Scrappy trova le stesse viti rosse di prima nella valigetta e tutti iniziano a sospettare di Fred, il quale scappa per non farsi far arrestare dall'investigatore. Shaggy e Scooby sono, intanto, sul tetto dove incappano nuovamente nel fantasma che cerca di farli precipitare nel vuoto. Mentre Fred viene portato in centrale, i ragazzi notano Scooby e Shaggy sull'orlo e corrono a salvarli e a smascherare il fantasma, il quale non è altri che il regista. Lui cerca di sviare ma Velma e Daphne lo incolpano di aver tentato di incastrare Fred piantando le prove che lo avrebbero incastrato solamente per vendicarsi di lui dopo aver risolto il caso del primo Teschio Rosso. Infatti, sotto la maschera del regista vi è Fidelius, il maggiordomo della signora Cassfort, primo ladro del diamante.
Note:
- L'episodio marca la prima apparizione di Fred e Velma dalla serie Scooby-Doo & Scrappy-Doo di alcuni anni prima. Inoltre, per la prima volta vengono rivelati i loro cognomi ma quello di Fred è erroneamente citato come "Rogers", il quale era già il cognome di Shaggy. Questa è l'unica volta in cui viene chiamato così, successivamente verrà usato il suo vero cognome: "Jones".
- Nella versione italiana, Velma viene erroneamente chiamata Vilma, cosa che accade anche in Il cucciolo Scooby-Doo.
- L'episodio venne trasmesso negli USA, per la prima volta, il giorno del 15º anniversario del cartone.
- I nomi inglesi di alcuni personaggi sono stati adattati in italiano per creare giochi di parole con gli elementi dell'episodio. Per esempio, la signora Cassfort è un gioco di parole con "cassaforte".

## Scoob-Scoop
La gang viene ingaggiata dal direttore di una rivista per condurre un'intervista all'attrice di film horror Norma Deathman, ritiratasi da anni. Secondo le indiscrezioni però, Norma vive in una casa piena di mostri e per farli entrare, il direttore propone ai ragazzi di infiltrarsi come catering per la festa di compleanno dell'attrice. Al loro arrivo, Shaggy e Scooby vengono affidati a Frankie Stein, il maggiordomo, e Scrappy e Daphne a Mummi, la domestica. Il lupo mannaro domestico di Norma scopre che Scrappy nasconde la macchina fotografica per il servizio, e mentre la scova Daphne nota che la domestica non fa bene il suo lavoro e che indossa delle scarpe, nonostante sia una mummia. Norma scopre che i ragazzi sono dei giornalisti, così decide di prendersi la sua rivincita dopo anni di scatti rubati. Dopo inseguimenti bizzarri, la gang si ritrova nella camera da letto di Norma dove Daphne scopre che la cassaforte è stata scassinata. Mentre si nascondono, Shaggy e Scooby capiscono di essere nello stesso nascondiglio di Mummi e cadono tutti e tre nel mezzo della stanza, venendo scoperti da Norma. All'inizio la donna ringrazia Mummi prima di essere però fermata da Daphne che le dice che la mummia in realtà si tratta del direttore del giornale che li ha assunti, il quale voleva distrarre Norma per rubare i gioielli indisturbato. Norma li ringrazia e gli svela il suo volto, per loro richiesta e i ragazzi capiscono che si tratta di un vero vampiro, quindi scappano.
Note:
- Durante la loro fuga, Shaggy e Scooby distraggono i mostri fingendosi presentatori di un gioco a premi. Il gioco in questione, in lingua originale, è una parodia del format americano Family Feud, il quale viene chiamato "Family Ghoul" (ovvero "Ghoul di famiglia"). Nella versione italiana, lo show viene tradotto come "Mangiafamiglie", chiaro riferimento del vero format Tuttinfamiglia degli anni '80, il quale è il primo adattamento italiano di Family Feud.
- Il personaggio di Norma Deathman è un riferimento al personaggio fittizio di Norma Desmond.

## Le mani di Doo-mani
I ragazzi si dirigono al ristorante quando Daphne nota un cartello di deviazione e Shaggy capisce di essersi perso. Per scoprire dove si trovano, i ragazzi scendono dalla Mystery Machine e si imbattono in Topfield, un inventore abbastanza arrabbiato perché è stato licenziato dai gemelli Von Kessler. I ragazzi entrano nella dimora dei Von Kessler per cercare indicazioni e si imbattono in una mano fantasma e nei gemelli Kessler, i quali li avvertono di andarsene e di stare alla larga dal loro segreto. Ma Daphne decide invece di investigare. Mentre i ragazzi investigano e le pizze a domicilio arrivano, le mani si prendono gioco dei ragazzi. Dopodiché, Shaggy e Scooby scoprono che le mani sono meccaniche e manovrate a distanza da dei telecomandi. Mentre mangiano le pizze, i due sentono dei gemiti e si usufruiscono della mano per scoprire da dove vengono. I ragazzi scoprono una stanza segreta dove è rinchiuso un altro gemello Kessler. Mentre tornano dagli altri gemelli, i quali litigano sulla loro invenzione, i ragazzi scoprono che il gemello apparentemente aggressivo è un falso, e si tratta in realtà di Topfield, il quale aveva rinchiuso il vero gemello per riappropriarsi delle mani del domani. Topfield avrebbe voluto, infatti, usare le mani per conquistare il mondo.

## Essere o non essere Scooby
La gang si ritrova in Danimarca e visita l'hotel Amleto, dove visse il principe di Danimarca, il quale riusciva a vedere gli spiriti. La direttrice e il vice-direttore li accolgono e li portano alle loro stanze. Purtroppo, però, Shaggy e Scooby si imbattono in uno spettro, che scoprono essere il fantasma del padre di Amleto. Mentre si ambientano, i due incontrano di nuovo lo spettro che li avverte di un tubo sul mare. La direttrice prova a rassicurare i ragazzi, ma da una pianta una mano offre a Scooby un giornale. Daphne lo legge, e nelle notizie del giorno degli operai di una petroliera incolpano un mostro marino delle continue perdite di petrolio nel mare. Scrappy nomina il mostro, il quale si materializza e rincorre i ragazzi, i quali si nascondono in una stanza. Qui lo spettro riappare e chiede ai ragazzi di seguirlo fino alla scogliera. Prima di sparire nuovamente li mette nuovamente in guardia sul tubo sul mare. Scrappy tira fuori un cannocchiale e spia la petroliera, e dietro di essa si trova una piccola barca con sopra un uomo sospetto. Il mostro marino riappare e insegue Shaggy e Scooby, mentre Daphne e Scrappy inciampano sul tubo sul mare. Dopo averlo seguito, i ragazzi scoprono che qualcuno convoglia il petrolio rubato in botti. Dopo averlo catturato, la gang capisce che dietro al traffico di petrolio ci sono la direttrice e il vice-direttore dell'albergo, travestiti da mostri marini. In più, sotto la maschera del fantasma di Amleto si nasconde Yorik, il custode dell'albergo.
Note:
- Dal titolo ai nomi dei personaggi, l'episodio presenta molti riferimenti sulla tragedia di William Shakespeare, Amleto.

## Orbo il greco
I ragazzi sono in vacanze sulle isole greche dove Daphne deve svolgere un reportage sulla maschera di Medusa. I ragazzi passano di fronte all'isola del furfante Thaddeus Blimp, il quale segue dalla sua magione il loro approdo sull'isola dei ciclopi. Nel frattempo svela il suo piano di voler rubare la maschera di Medusa per tramutare i più grandi capi del mondo e Scooby-Doo in pietra. Sull'isola dei ciclopi, la gang incontra il Professor Mikos, il quale li scorterà nella fortezza dei ciclopi. I ragazzi saranno per primi ad entrare nella fortezza dopo secoli e qui dovranno cercare la maschera di Medusa, che secondo la leggenda veniva custodita dai ciclopi. Purtroppo, la Scooby gang perde di vista il Professor Mikos e viene attaccata dalla statua di un ciclope, venendo rincorsi in una stanza dove centinaia di persone sono state tramutate in pietra, tra cui anche il professore. Inoltre, Scrappy trova un indizio per trovare la maschera ma viene interrotto dal ciclope che li insegue fino ad una taverna, costruita a ridosso del tempio. Qui, la direttrice gli rivela di conoscere il professore e che lo avrebbe ingaggiato per scolpire statue da esporre nel locale. Mentre sono seduti al tavolo, Thaddeus Blimp si traveste da cameriere per cercare informazioni sulla maschera, ma viene scoperto da Scooby. Da qui i ragazzi corrono per cercare la maschera prima di Thaddeus e la trovano grazie ad un errore del ciclope, il quale si rivela essere il Professore, travestitosi da ciclope sotto minaccia di Thaddeus. In più, Anna si tratta di un agente segreto sotto copertura che da anni cercava di scovare Thaddeus.

## Scooby libera la Statua della Libertà
La gang viaggia sotto le spoglie della Doo-Doo-Durissima, un'agenzia di spionaggio. Mentre sono a New York City, Scooby viene a conoscenza di una nuova missione per fermare il genio del male Super Mente, il quale vuole impadronirsi dei satelliti di tutto il mondo. Gli agenti si avviano verso la Statua della Libertà, dove pare che Super Mente abbia il suo nascondiglio. La gang si divide per cercarlo e Shaggy e Scooby si ritrovano per sbaglio proprio nel nascondiglio dove Super Mente li scambia per tecnici che dovranno aggiustare il suo raggio per controllare i satelliti, accompagnati da un robot. Daphne e Scrappy sono, intanto, sulla cima della Statua dove la loro guida gli nega l'accesso alla fiaccola, perciò tornano indietro a condividere i loro sospetti a Shaggy e Scooby. Seguendo i passi del cane e del suo amico, Daphne e Scrappy finiscono nel nascondiglio trovando i piani di Super Mente, che si rivela essere proprio la guida turistica, la quale corre ad attivare il raggio posizionato sulla fiaccola, venendo catturato.

## I 4 cavalieri dell'api-calisse
I ragazzi sono in viaggio verso la Valle del Miele per indagare su un branco di api giganti ribelli. Qui si imbatte in Harley, il gestore di una stazione di servizio che li mette in guardia sulla fattoria delle api. Daphne si accorge, però, che l'uomo ha fatto cadere un aggeggio sospetto e lo raccoglie prima di andare alla fattoria. I ragazzi incontrano il signor Stinger, il quale gli dice che le api stanno portando via gli alveari dalla sua fattoria uno ad uno, prima di essere attaccati dallo stormo, rubando degli alveari. La gang le insegue ma le api gli bucano le gomme. Lo sceriffo li raggiunge e gli offre un passaggio, prima da Harley, poi alla fattoria dopo scoprono del propellente sperimentale mascherato come miele. Le api ritornano e provano a rubarlo ma vengono fermati da Shaggy e Scooby. Dopo averle catturate, i ragazzi scoprono che il signor Stinger è in realtà uno scienziato della NASA che cercava di proteggere il propellente, mentre Harley era la spia mascherata da ape che provava a rubarlo per il suo governo straniero.

## Cane fantasma al Guglielmo Hotel
I ragazzi si dirigono all'albergo di montagna Bellavista per risolvere il mistero di un fantasma sotto le spoglie di lavoranti. Una volta arrivati notano che il parcheggio è deserto e Shaggy e Scooby incontrano quello che sembra il padrone dell'hotel, che li accoglie con una macabra risata. Quando Daphne entra, però, viene accolta da un altro uomo, Guglielm Marsten, il quale dice di essere il vero padrone dell'hotel e che quello che Shaggy e Scooby hanno conosciuto sia il fantasma di un vecchi proprietario, deceduto 100 anni prima. Mentre provano a scappare, Shaggy e Scooby si imbattono in Sheldon Keats, uno scrittore famoso, ospite dell'hotel, e nella signora Van Loon, a passeggio con il suo cane invisibile, ospite dell'hotel da anni. Per attuare il loro piano, i ragazzi si dividono. Scooby, Shaggy e Scrappy si fingono cuochi e Daphne cameriera, ricevendo le chiavi di tutte le stanze. Scooby viene chiamato come servizio ristorante per la camera numero 7, dove incontra il fantasma, il quale gli dice di andarsene dall'albergo. Mentre ripuliscono la stanza, Scooby trova un passaggio segreto insieme ad un pezzo di carta con scritto "segrete" e si ricordano che il signor Keats sta scrivendo un libro proprio intitolato "Stanze segrete". Dopo essere ritornati al piano terra, i ragazzi, il proprietario e gli altri ospiti iniziano una seduta spiritica per richiamare l'attenzione del fantasma. La voce del fantasma riecheggia dicendo che non avrebbe mai lasciato l'hotel. Per questo motivo, gli ospiti decidono di andarsene, così come Shaggy e Scooby. Mentre Scooby carica il furgoncino, però, il fantasma prende la motoslitta e va a sbattere contro un mucchio di neve. Il proprietario lo tira fuori e la maschera cade giù, rivelando il volto della signora Van Loon, la quale stava per fuggire con documenti governativi segreti, rubati dalla base aerea adiacente all'hotel.

## Io amo i tuoi tami
L'episodio inizia con il ladro Codefinger, il quale ruba il nuovo decodificatore del governo e lo nasconde nel palazzo dei grandi magazzini Pingree's. La gang, nel frattempo, si dirige ai grandi magazzini per sostituire un tostapane rotto, ma viene scelta dal generale Hepler per dare la caccia al ladro e trovare il decodificatore. L'esercito vuole, infatti, ingaggiare gente normale per non destare sospetti. I ragazzi dovranno dire frasi in codice a diversi oggetti che potrebbero essere il decodificatore, fin quando l'oggetto in questione risponderà alla frase. Dopo vari disguidi con il personale dei grandi magazzini, i ragazzi trovano il decodificatore, che ha le sembianze di un ventilatore. Codefinger lo ruba e i ragazzi lo inseguono, riuscendo a catturarlo e a capire che si tratta, in realtà, del maggiore Berch, che li aveva ingaggiati insieme al generale.

## Arrivederci al 7986
I ragazzi sono stati invitati, insieme a Fred e Velma, dallo zio di quest'ultima per una spedizione in Sud America, a caccia del rubino "l'Occhio Celestiale", il quale contiene una mappa per il tesoro del tempio di Sirio, che si crede abitato dai fantasmi di antichi astronauti. Mentre sono in viaggio, vengono seguiti da un gangster e i suoi scagnozzi e da Edith, ex-assistente dello zio Cosmo, anche loro alla ricerca del tesoro. Una volta sbarcati in Sud America, Shaggy e Scooby inciampano, senza volerlo, nella grotta dove si nasconde il rubino e si dividono per cercarlo ma vengono separati da una slavina. Scooby, Shaggy e Scrappy finiscono per trovare il rubino ma attivano le trappole poste per proteggerlo. Una volta scampati al pericolo, i ragazzi si ritrovano e tornano in superficie, ma vengono attaccati da un gruppo di zombie, sotto il controllo di Edith. La donna ruba il rubino e cattura i ragazzi così che il professore possa tradurre i geroglifici sul rubino per lei. I ragazzi tentano di scappare dagli zombie ma finiscono in una fossa di serpenti. Scooby e Scrappy riescono a distrarli e si ingegnano per uscire dalla fossa senza essere scoperti dagli zombie. Una volta al fiume, con delle canoe riescono a raggiungere Cosmo, rinchiuso nel castello di Edith e del gangster, i quali minacciano il professore per ricevere informazioni. I ragazzi liberano Cosmo e si avviano verso il tempio di Sirio, dove scovano le tute degli antichi astronauti. Quindi usano le tute per spaventare Edith e i suoi soci, riuscendo a trovare il tesoro, un uovo incastonato di diamanti, ed un vecchio aggeggio spaziale. Scooby fa cadere per sbaglio l'aggeggio e aziona uno strano meccanismo. Dal nulla appaiono i fantasmi di due astronauti alieni che ringraziano Scooby per essere riuscito ad avviare la loro astronave, ovvero l'uovo di diamanti, e partono per lo spazio.
Note:
- L'adattamento italiano presenta alcune modifiche, una di queste è il saluto degli alieni, che promettono di ritornare sulla Terra dopo 6000 anni, nel 7986 (da cui prende spunto il titolo), facendo capire che l'episodio sia stata trasmessa in Italia nel 1986.

## Roba da mattoni
I ragazzi vengono ingaggiati dal proprietario di un negozio di giocattoli isolato in una foresta, per scoprire chi ruba gli incassi. Una volta arrivati, i ragazzi incontrano il proprietario, il suo assistente, il signor Sigmund e il capo-reparto, la signora Katerina. Sigmund dice ai ragazzi che degli elfi stanno rubando gli incassi. In più, si vocifera che il bisnonno del proprietario abbia nascosto un tesoro sotto al negozio. Mentre indagano di notte, Shaggy e Scooby vengono attaccati dagli elfi e vanno a sbattere contro la cassa per sfuggirgli. Daphne arriva in loro soccorso e scopre un biglietto che rivela l'intento della signora Katerina di voler analizzare i composti minerali di un mattone. I ragazzi si dividono e Daphne e Scrappy scoprono gli elfi mentre rubano un bottino da una cassaforte segreta nascosta dietro il quadro del bisnonno del proprietario. Dopo essere andati via, Daphne legge un indizio sul quadro su dove possa essere il tesoro. Nel frattempo, Shaggy e Scooby sono nei sotterranei a mangiare una scatola di Scooby Snacks e fanno attivare per sbaglio un meccanismo che li trasforma in giocattoli. Daphne e Scrappy arrivano a salvarli e scoprano un indirizzo sospetto su dei pacchi, l'indirizzo della società che vorrebbe comprare il negozio. In più, scoprono che dalle fondamenta manca un mattone. Gli elfi attaccano i ragazzi ma Scooby e Shaggy riescono a fermarli e a smascherarli. Dietro la maschera, si trova Katerina, la quale rubava gli incassi per poter portare il negozio al fallimento così che lo potesse comprare con la sua società per poi poter prelevare il tesoro, ovvero dell'oro massiccio dipinto per sembrare i mattoni delle fondamenta del negozio.

## Chi mai sarà quel cane in frac?
I ragazzi sono in Antartide per indagare su dei sabotaggi in una stazione scientifica. I ragazzi vengono accolti dal Dr. Carlin, il quale gli dice che il sabotatore ha rubato i palloni meteorologici e i risultati delle loro ricerche. Inoltre, si dice che uno dei leoni marini sia impazzito e sia il sabotatore in questione. I ragazzi si dividono per cercare indizi e dopo mille peripezie scoprono che i ricercatori non possono andarsene prima che la ricerca venga alla luce. I ragazzi vengono presi d'assalto dal leone marino pazzo che viene catturato e si scopre essere Dr. Carlin, il quale voleva solamente diventare famoso.

## Il pentimento dei mostri pentiti
È Halloween e i ragazzi si divertono a fare Dolcetto o Scherzetto, ma vengono seguiti da due alieni mentre vanno a comprare dei costumi. Al negozio di costumi, Dracula li accoglie e comunica l gruppo che hanno vinto un invito ad una festa di Halloween privata, dove si esibirà la maga Chandra. Gli alieni entrano nel negozio ma sono in realtà Velma e Fred. Tutti insieme, i ragazzi vano alla festa e vengono accolti da Dracula e sua moglie. Alla festa, tutti sembrano mascherati da mostri, ma Fred sospetta siano mostri veri. In più, Chandra nota che Daphne indossa un medaglione di pietra di luna, che si dice sia stregato, ma è solamente una copia. Alla festa si materializza un fantasma che minaccia Dracula e gli altri mostri di andarsene dal castello. Secondo il vampiro, il fantasma è del suo antenato il Dr. Van Helsing, il quale lo spaventa da tempo. È a questo punto che i ragazzi scoprono che tutti i mostri sono veri e provano a scappare, ma vengono fermati dai mostri, i quali vogliono che i ragazzi li aiutino a catturare il fantasma. La squadra inizia ad cercare indizi nel castello e dopo essersi divisi, Velma viene rapita. Chandra prova a far sparire il fantasma con la magia ma, al contrario, fa sparire se stessa e l'uomo invisibile. Il fantasma riappare e porta Scooby, Shaggy e Scrappy in una trappola. Scooby trova il vero medaglione, il quale riesce a fermare la trappola e a trasportarli dove Velma e l'uomo invisibile sono imbavagliati. Una volta liberi, Chandra riappare per prendere il medaglione. La maga avrebbe evocato il fantasma per far scappare gli altri dal castello per poter rubare il medaglione. I mostri quindi devono rinunciare alla loro promessa di non usare più i loro poteri per sconfiggere Chandra. Purtroppo lei diventa più potente e li sconfigge. Fortunatamente la sua magia le si ritorce contro e viene trasformata in rospo. In più, il fantasma si rivela essere Igor, l'assistente di Dracula, il quale era stufo di dover prendere ordini da Dracula.
Note: 
- Questo è l'ultimo episodio in cui la Mystery Inc. appare al completo fino alla serie Il cucciolo Scooby-Doo.

## Di tutti i colori alla Casa Bianca
La gang viene invitata da Velma ad un banchetto alla Casa Bianca, dove la ragazza si trova in veste di ricercatrice della NASA. Il Presidente degli Stati Uniti intrattiene gli ospiti con un discorso sulla nuova stazione spaziale ma viene interrotto dal fantasma di George Washington, il quale spaventa tutti via dalla Casa. Nella fretta, però, il fantasma lascia cadere un'aquila d'ottone. I ragazzi provano a catturare il fantasma ma Scooby viene preso in trappola al suo posto. I giornalisti accorrono sul posto ed intervistano Scooby, il quale appare in televisione. Dalla loro casa, Mumsy e Dada Doo, i genitori di Scooby guardano l'intervista e preoccupati accorrono in suo aiuto. Nel frattempo, il Presidente riconosce l'innocenza di Scooby e chiede ai ragazzi di risolvere il mistero. L'assistente del presidente, dà ai ragazzi le chiavi di tutte le stanze e la mappa della Casa. Mentre sono in giro, i ragazzi cercano la stanza dalla quale l'aquila d'ottone manca. Infatti l'aquila è un ornamento dei letti delle stanze della Casa. Entrambi il Senatore Bullhorn e l'ambasciatore di Klopstokia, vengono disturbati dai ragazzi mentre dormono, ma sia loro che le loro mogli hanno le scarpe ai piedi. Daphne, Scooby e Shaggy arrivano in camera di Marilyn, l'assistente del presidente, ma vengono attaccati dai fantasmi di altri due presedenti. Una volta rinchiusi in camera, scoprono che l'aquila manca proprio dal letto di Marilyn. Dopo averla riposizionata, una botola si apre sotto i loro piedi e cadono in un sotterraneo. Qui incontrano Scrappy e Velma e scoprono che in una stanza i quadri della Casa Bianca sono stati rubati e rimpiazzati da quadri con buchi al posto degli occhi. Dopodiché, il fantasma di Abraham Lincoln appare e costringe i ragazzi a ritornare nella Casa e a comunicare la soluzione del mistero. Secondo loro Marilyn sarebbe il colpevole della faccenda e viene portata via ma Velma non è sicura. Infatti il fantasma riappare e ruba nuovamente l'aquila d'ottone. Secondo il presidente, infatti, l'aquila aprirebbe una stanza segreta con i computer della NASA, con i piani della nuova stazione spaziale. Il fantasma ruba i pieni e prova a scappare con un elicottero insieme al fantasma di Lincoln, ma vengono fermati con l'aiuto di Mumsy e Dada Doo. I colpevoli si trattano dell'ambasciatore e sua moglie.
Note:
- Questa è la seconda volta che i genitori di Scooby appaiono, la prima negli ultimi due episodi della stagione precedente.
- Questo è l'ultimo episodio in cui Velma appare nel franchise fino alla serie Il cucciolo Scooby-Doo, e nuovamente da adulta solo nel film Scooby-Doo e l'isola degli zombie.

## Ah, l'amore
I ragazzi arrivano ad un battello a vapore per lo show della cugina di Scooby, Dixie Doo, ma appena arrivano tutti gli spettatori scappano dicendo che il battello è stregato. I ragazzi si dividono per cercare Dixie e Scooby e Shaggy vengono inseguiti dal fantasma del Colonnello Beauregard, il quale cerca una certa Magnolia. Dopo averla trovata, la proprietaria del battello viene minacciata dal sindaco di toglierle la barca se non paga l'ipoteca entro 24 ore. Inoltre, secondo la storia del battello, il Colonnello Beauregard voleva sposare una donna chiamata Magnolia ma venne accusato di aver rubato la sua collana preziosa. In realtà, la collana venne rubata dal capitano del battello per incastrare Beauregard e avere per sé Magnolia. Secondo il diario del capitano, inoltre, la collana si trova ancora sul battello, nel timone. Daphne la prende ma il fantasma la ruba e viene presa dal fantasma di Magnolia che in realtà si tratta di Dixie Doo, travestita per fare da esca. Una volta catturato, il fantasma viene smascherato trattandosi di Pops, l'inserviente. 

## A Las Vegas con tanti can cantanti
I ragazzi si trovano a Las Vegas per assistere allo show di Dooby Dooby Doo, il cugino cantante di Scooby. Quando arrivano, i ragazzi notano che il collare di Dooby pare valere una fortuna e dei ladri provano a rubarlo durante la performance. Daphne sospetta che la giornalista Marcy Green sia la ladra e per catturarla Scooby viene mascherato da Dooby come esca. Mentre canta in playback, il disco si blocca e Scooby viene rapito dai ladri. I ragazzi li inseguono fino ad una grotta, dove Marcy li pedina e si rivela essere un agente speciale dicendo che il collare è un'arma laser trasportata dalla gang di ladri da New York a Las Vegas tramite Dooby ma grazie a Scooby, i ladri vengono catturati.

## Scooby Sherlock Holmes Doo
I ragazzi sono insieme a Fred a Londra per partecipare ad una gara di solvimisteri al 221B Baker Street, la dimora di Sherlock Holmes. Prima di entrare nella casa, Shaggy e Scooby incontrano il suo fantasma. Nel frattempo, Segugio, il supervisore della gara, comunica ai ragazzi che il mistero da risolvere per i gruppi di solvimisteri, è quello del rubino blu, mai risolto da Sherlock stesso. Le squadre si separano per cercare indizi e si ritrovano al cimitero, pedinati da una delle squadre. Qui la squadra prova a depistarli con un travestimento ma viene spaventata dal fantasma che li minaccia di non risolvere il suo caso. Dopodiché, il fantasma appare alla Scooby gang e gli dice di seguirlo per risolvere il mistero. Il fantasma li porta ad un club di detective ma lui li incastra rubando i progetti segreti dei servizi di sicurezza dei gioielli della regina, facendo cadere i sospetti su di loro. La gang viene messa in prigione ma Scotland Yard non crede alla loro versione. I ragazzi riescono ad evadere e provano a fermare il fantasma prima che lui possa arrivare a Buckingham Palace ma vengono incastrati anche qui di aver rubato i gioielli della corona. Per fortuna viene catturato da Scooby e smascherato, trattandosi di Segugio.

## Cartoni troppo animati
I ragazzi sono diretti a Hollywood, dove il cartone preferito di Scrappy viene girato. Qui assistono ad una proiezione privata dove il mostro canino, nemico di Super Segugio, esce fuori dallo schermo e ruba la pellicola. Il direttore chiede ai ragazzi di investigare sotto le spoglie di disegnatori. La gang vaga tra i vari set cinematografici e trovano una bobina lasciata cadere da un attore sospetto. Mentre lo pedinano, però, riappare il mostro canino che attacca Scooby e Shaggy. Daphne e Scrappy, nel frattempo, scoprono che l'attore comunica con una persona segreta tramite un walkie talkie, ed ha un piano in mente. Dopo un ulteriore inseguimento, la gang smaschera il mostro, il quale non è altri che una spia travestita da guardia di sicurezza, la quale voleva rubare un film con dei piani segreti che l'attore cercava di proteggere.

## Il mistero è il mio mestiere
La gang sono ad una fattoria di produzione ecologica sperimentale per riuscire a capire chi stia usando la tecnologia della fattoria per creare mutazioni animali, tra cui un topo gigante che potrebbe distruggere tutto. I ragazzi si dividono per investigare e si imbattono in persone sospette, tra cui Uggia, un bracciante molto annoiato. Il direttore della fattoria va a parlare con Uggia e dopo un po' ritorna dicendo di non aver bisogno d'aiuto. Ma il topo continua a seminare il panico e dopo un inseguimento lui si rivolta contra chi gli dà ordini, il quale si tratta di Uggia, travestito dal direttore della fattoria.

## Mamma Natale
I ragazzi si accingono ad addobbare l'albero di Natale e a decorare il palcoscenico di un orfanotrofio per la recita di beneficenza di Natale, insieme a Fred. La recita si basa sulla storia de Lo schiaccianoci ma Winslow Nickleby, un vecchio burbero, annuncia che il palazzo appartiene alla sua famiglia e se lo vuole riprendere. Mentre i ragazzi fanno le prove, il vero Fantasma dei Vecchi Natali della storia appare e insegue i ragazzi. Una volta scomparso, i ragazzi tornano nella casa e scoprono che le decorazioni sono distrutte. La gang va a casa di Winslow per indagare un possibile movente, dopo aver trovato uno stemma con le sue iniziali. Qui vengono accolti dalla cuoca e la cameriera Nanette Musette, la quale mette in guardia i ragazzi sui piani di Winslow per riappropriarsi dell'asilo. Fred origlia la conversazione dell'uomo con il suo avvocato sul testamento dei proprietari dell'asilo, il quale parla di uno smeraldo nascosto nella stella dell'albero di Natale. La gang va a cercarla ma il fantasma la trova per primo e ruba la stella, ma senza smeraldo. Winslow ritorna alla casa dicendo di essere riuscito a convincere il sovrintendente degli immobili di rimuovere i bambini dall'orfanotrofio, il giorno di Natale. I ragazzi decidono, in ogni caso, di andare avanti con la recita ma Winslow la rovina per cercare lo smeraldo. Il fantasma si materializza e ruba lo schiaccianoci contenente lo smeraldo e scappa, ma viene fermato e smascherato. Nanette, la cameriera, ha inscenato la storia per rubare lo smeraldo e incastrare il signor Winslow, il quale comunica di voler lasciare la casa ai bambini.
Note:
- Questo è l'ultimo episodio in cui Fred appare nel franchise fino alla serie Il cucciolo Scooby-Doo, e nuovamente da adulto solo nel film Scooby-Doo e l'isola degli zombie.